# Diggs
Diggs, también llamado así en Hispanoamérica y España, es el decimosegundo episodio de la vigesimoquinta temporada de la serie animada Los Simpson, y el 542 de la misma. Fue escrito por Dan Greaney y Allen Glazier y dirigido por Michael Polcino, y se emitió en Estados Unidos el 2 de marzo de 2014, por FOX. El gag del sofá fue dirigido por Sylvain Chomet. La estrella invitada fue Daniel Radcliffe como Diggs. En este episodio, Bart entabla una profunda amistad con un chico algo extraño que practica cetrería.

## Sinopsis
Todo comienza en la Iglesia de Springfield cuando un reverendo de otro país pide una donación para unos chicos enfermos. Bart le pide a Homer si le puede dejar 20 dólares para la donación, Homer cede y se los deja, con la condición de que se los devuelva. Pero Homer fastidia a Bart con la condición de devolverle su dinero. En la Escuela Bart le dide a los estudiantes que comería cualquier cosa por dinero, excepto dinero.
Bart recibe varias cosas pero luego Jimbo le pide que coma una rana disecada. Lisa le pide que no lo haga porque siempre lo recordaran como el niño que se comió una rana muerta. Pero Bart se la come y es llevado al hospital. Al día siguiente los niños del autobús escolar incluso Milhouse se niegan a sentarse con el niño que se comió la rana muerta (Bart).
Al llegar a la escuela, los bravucones le están por pegar a Bart, pero Diggs y su halcón Libertad lo salvan. Diggs es un chico un poco mayor transferido hace unos meses. Él le revela el oculto Club de Halconería. Bart pide unirse al grupo y Diggs acepta.
Durante los días siguientes, Bart aprende mucho sobre aves y se hace muy amigo de Diggs. Pero un día, el joven decide mostrarle algo a Bart y se tira de la rama del árbol donde estaban sentados. Diggs resulta herido y termina en el hospital. Bart le pregunta por qué se tiró de la rama del árbol y la respuesta de su amigo fue que quería volar. Luego llega el Dr. Hibbert pidiéndole que se retire de la habitación, ya que un doctor tenía que hablar a solas con Diggs. En la cena, Bart explica que a Diggs lo van a transferir a otro hospital. Pero Marge le explica que era un hospital mental. 
Bart decide hacerse cargo del ave de Diggs. Cuando Bart entra al Club de Halconería, Diggs estaba allí. Él le explica que le dejaron salir un día para participar en un concurso de cetrería. En el concurso, el muchacho revela a Bart un plan para liberar a todos los halcones. Bart ayuda Diggs a promulgar el plan. Finalmente, Diggs le agradece a Bart y se va en bicicleta hacia el hospital mental, señalando que es poco probable que obtenga libertad durante mucho tiempo, pero se alegra de que hayan tenido el tiempo juntos que tuvieron. Inmediatamente después, Milhouse llega para disculparse con Bart por evitarlo antes y los dos se reconcilian.